# Jamindan
Jamindan é um município de  segunda classe de renda municipal (d) na província Capiz, nas Filipinas. De acordo com o censo de 1 de maio  de  2020 possui uma população de 38 670 pessoas e 9 778 domicílios.